# Johann I. de la Roche
Johann I. de la Roche (französisch: Jean; † 1280) war ein Herzog von Athen aus der Familie la Roche. Er war ein Sohn von Herzog Guido I. von Athen und der Agnes de Bruyères.
Johann folgte seinem 1263 verstorbenen Vater als Herzog nach und konnte in den ersten Jahren sein Herzogtum aus den wirren Verhältnissen Griechenlands heraushalten. Durch den Vertrag von Viterbo (23. Mai 1267) des Fürsten Wilhelm II. von Achaia geriet Johann wegen der Städte Argos und Nauplia in ein indirektes Lehnsverhältnis zu Karl von Anjou, leistete diesem aber keine Heerfolge.
Im Jahr 1275 wandte sich der Despot von Thessalien, Johannes I. Angelos, an Johann und bat ihn um eine Allianz gegen Kaiser Michael VIII. Palaiologos, der in seinem Bestreben, das byzantinische Reich wieder zu errichten, Thessalien bedrohte. Johann zog ein Heer von dreihundert Rittern zusammen und zog nach Thessalien, wo bereits ein byzantinisches Heer Neopatria belagerte. Laut dem Ritter Nicolas de St. Omer soll Johann beim Anblick des überlegenen Feindes den griechischen Historiker Herodot zitiert haben: Viel Volk, aber wenig Männer. In einem Überraschungsangriff gelang es Johann die Byzantiner in die Flucht zuschlagen. Durch diesen Sieg konnte er sein Herzogtum bis zum Othrys erweitern. Das Bündnis mit Thessalien wurde darauf durch eine Heirat zwischen Johanns Bruder, Wilhelm, mit einer Tochter des Despoten vertieft.
Dadurch geriet Johann allerdings in eine direkte Konfrontation mit dem byzantinischen Kaiser, der 1278 ein Heer unter dem Verräter Licario auf Euböa (Negroponte) landen und die dortigen Dreiherren gefangen nehmen ließ. Johann setzte mit einem eigenen Heer auf die Insel über, wurde aber von Licario geschlagen und selbst gefangen genommen. Dabei trug er eine Pfeilwunde davon. Johann wurde nach Konstantinopel vor den Kaiser gebracht. Dessen Unionspolitik mit der römischen Kirche begünstigte aber Johanns Position, so dass er als Bedingung für einen Friedensvertrag lediglich 30.000 Goldsolidi zahlen, aber kein Land abtreten musste.
Bald nach seiner Freilassung 1279 vermittelte Johann die Ehe seiner Schwester mit Hugo von Brienne aus dem Haus Brienne. Kurz darauf starb er. Johann litt sein Leben lang unter einer schweren Gichtkrankheit, weshalb er selbst nie heiratete. Ihm folgte sein Bruder Wilhelm I. nach.

## Fußnote
1. ↑  Der Chronologiekritiker Anatoli Fomenko will in dieser Schlacht den Prototyp zur Schlacht bei den Thermopylen (480 v. Chr.) erkannt haben, die nach ihm nie stattgefunden habe.

| Vorgänger            | Amt                        | Nachfolger             |
| -------------------- | -------------------------- | ---------------------- |
| Guido I. de la Roche | Herzog von Athen 1263–1280 | Wilhelm I. de la Roche |

| Personendaten    | Personendaten         |
| ---------------- | --------------------- |
| NAME             | Johann I. de la Roche |
| ALTERNATIVNAMEN  | Jean de la Roche      |
| KURZBESCHREIBUNG | Herzog von Athen      |
| GEBURTSDATUM     | 13. Jahrhundert       |
| STERBEDATUM      | 1280                  |